# César doit mourir
Pour plus de détails, voir Fiche technique et Distribution.
César doit mourir (Cesare deve morire) est un film italien réalisé par Paolo et Vittorio Taviani, sorti en 2012.
Il est tourné comme un docufiction, interprété par des détenus guidés par le metteur en scène Fabio Cavalli, et il est en partie en noir et blanc.

## Synopsis
La mise en scène de Jules César, de William Shakespeare, par les détenus d'un quartier de haute sécurité de la prison de Rebibbia, à Rome.

## Fiche technique
Sauf indication contraire, les informations mentionnées dans cette section peuvent être confirmées par les bases de données cinématographiques  présentes dans la section « Liens externes ».
- Titre : César doit mourir
- Titre original : Cesare deve morire
- Réalisation : Paolo et Vittorio Taviani
- Scénario : Paolo et Vittorio Taviani, avec Fabio Cavalli, librement inspiré de la pièce Jules César de William Shakespeare
- Musique : Giuliano Taviani et Carmelo Travia
- Photographie : Simone Zampagni
- Montage : Roberto Perpignani
- Production : Grazia Volpi
- Société de production : Kaos Cinematografica
- Pays de production :  Italie
- Langue originale : italien
- Format : noir et blanc et couleur - 1,85:1 - Dolby Digital
- Durée : 76 minutes
- Dates de sortie :
  - Allemagne : 11 février 2012 (Berlinale)
  - Italie : 2 mars 2012
  - France et Belgique : 17

## Distribution
Sauf indication contraire, les informations mentionnées dans cette section peuvent être confirmées par les bases de données cinématographiques  présentes dans la section « Liens externes ».
- Cosimo Rega : Cassius
- Salvatore Striano : Brutus
- Giovanni Arcuri : César
- Antonio Frasca : Marc Antoine
- Juan Dario Bonetti : Decius
- Vincenzo Gallo : Lucius
- Rosario Majorana : Metellus
- Francesco De Masi : Trebonius
- Gennaro Solito : Cinna
- Vittorio Parrella : Casca
- Fabio Rizzuto : Stratone

## Autour du film
- Si vous ne connaissez pas le sujet, laissez ce bandeau (vous pouvez alors contacter les auteurs).
- Si vous supprimez le contenu mis en cause (vous pouvez préalablement contacter les auteurs),

argumentez précisément cette suppression dans la page de discussion
(un manque de référence n'est pas un argument ; une recherche réelle de référence doit avoir été effectuée, être formellement documentée).
Depuis de nombreuses années, la carrière des frères Taviani s'était faite discrète. Avec Cesare deve morire , Ours d'or au Festival de Berlin 2012, les cinéastes italiens retrouvent le succès de Padre padrone (1977) et de La Nuit de San Lorenzo (1982). Adaptation du Jules César de William Shakespeare, tournée avec des détenus d'un établissement de haute sécurité [...], Cesare deve morire « offre la quintessence de leur talent dans l'expression de la liberté de l'esprit, même chez des hommes condamnés à de lourdes peines. »
Cesare deve morire qu'est-ce donc au juste ? S'agit-il « d'un documentaire sur la prison, d'une fiction, de théâtre filmé ? D'une fluidité absolue, d'une grande limpidité, le film repose sur un dispositif complexe dans lequel le spectateur se laisse plonger peu à peu. » Les acteurs incarnent, simultanément, leur propre rôle et celui d'un personnage de la pièce, sous la direction d'un metteur en scène. Tous sont, en revanche, acteurs d'un film réalisé par Paolo et Vittorio Taviani. Ceux-ci filmeront, bientôt, davantage le récit de Shakespeare que la préparation de la pièce telle qu'elle apparaîtra en public. De la représentation, nous ne verrons que la phase terminale, à l'orée puis à la conclusion du film.
Les frères Taviani indiquent dans le dossier de presse du film : « Avec reconnaissance pour Shakespeare [...] nous nous sommes appropriés son Jules César, nous l'avons décomposé puis reconstruit. Nous avons cherché à construire cet organe audiovisuel que représente un film, fils dégénéré de tous les arts qui l'ont précédé. Un fils dégénéré que Shakespeare aurait aimé, nous en sommes certains. » On reconnaît ainsi une méthode familière aux auteurs de Padre padrone.
Pourtant, Cesare deve morire ne procède pas de choix idéologiques préconçus. « Ce film est le fruit du hasard [...] même si on retrouve certains de nos thèmes. [...] Une amie nous a téléphoné, une attachée de presse qui s'occupait du théâtre de la prison de Rebbibia. Elle nous persécutait : "Vous devez venir, ils font de très bons spectacles !" [...] Finalement, un jour on se décide [...] On est arrivé à un spectacle où il y avait un détenu, d'environ quarante ans, qui lisait (en napolitain) du Dante, l'histoire de Paolo e Francesca dans le cercle de la luxure de l'Enfer. [...] Au début, nous, Toscans, avec ce Napolitain, nous sommes restés un peu interdits : ces vers sont devenus vivants d'une façon sans doute différente de Dante, mais cette douleur [...] nous a envahis, une telle émotion est difficile à décrire, mais nous étions vraiment émus. [...] L'émotion est à l'origine de nombre de nos films, par exemple Padre Padrone. On s'est alors dit : pourquoi ne pas faire quelque chose ? », racontent les frères Taviani.
Si Cesare deve morire demeure, avant tout, une expérience sur le travail et les coulisses du spectacle, dans laquelle « théâtre et cinéma n'en finissent pas de se croiser et de se faire écho », il est aussi formidable révélateur d'« un processus de réinsertion, de rachat, de reconquête de soi, de la part d'hommes qui ont commis des crimes parfois très graves. Cette lecture est constamment en filigrane, bien que la mise en scène des Taviani, rigoureuse et dépouillée, ait le tact de ne jamais surligner cet aspect », constate Serge Kaganski.
Noémie Luciani, dans Le Monde, note, quant à elle : « La prison de Rebbibia se démultiplie en scènes : couloirs et cours, cellules, lieux de vie pénitentiaire se font espace de jeu. La tragédie qui s'y construit, unissant le complot au crime, a pour beaucoup d'entre eux des échos d'histoire vraie. [...] Les frères Taviani ont proposé [...] aux acteurs de traduire chacun leur rôle dans leur dialecte, pour prêter au texte de Shakespeare les couleurs les plus vives d'une Italie multiple et populaire. »
« À l'ombre de Shakespeare, ces "hommes d'honneur" [...] apportent de la chair, des larmes et du sang à l'œuvre qui parle d'assassinat, de conjuration, de trahison, d'amitié, de pouvoir, de liberté. C'est le miracle de Cesare deve morire, film carcéral et viscéral qui fait vibrer la langue de Shakespeare comme jamais. Un film sur la condition humaine, également, magistralement orchestré par Paolo et Vittorio Taviani, dans un noir et blanc très contrasté, incandescent et tragique, aussi tranchant qu'une lame », commente Emmanuèle Frois.

## Distinctions
Sauf indication contraire, les informations mentionnées dans cette section peuvent être confirmées par les bases de données cinématographiques  présentes dans la section « Liens externes ».

### Récompenses
- Berlinale 2012 : Ours d'or[8]
- Festival international du film de Palm Springs 2013 : Prix FIPRESCI du meilleur acteur dans un film de langue étrangère pour Cosimo Rega, Salvatore Striano et Giovanni Arcuri
- Prix Jean-Renoir des lycéens 2013[9]